# La Gorgue
 La Gorgue  es una población y comuna francesa en la región de Norte-Paso de Calais, departamento de Norte, en el distrito de Dunkerque y cantón de Merville.

## Demografía
| 4141 | 4104 | 4168 | 4602 | 5028 | 5215 |
| Para los censos de 1962 a 1999 la población legal corresponde a la población sin duplicidades (Fuente: INSEE [Consultar]) |      |      |      |      |      |